# جميل أبو صبيح
جميل محمود أبو صُبَيْح (28 أغسطس 1953 م)  شاعر وصحفي أردني من أصل فلسطيني. ولد في مخيم عين السلطان بأريحا. درس في عمّان ودمشق وبيروت. عمل محرّرًا أدبيًا لعدد من الصحف العربية الخليجية ونشر شعره في المجلات والصحف والمتخصّصة. له دواوين شعرية عديدة.

## سيرته
وُلد جميل محمود أبو صبيح يوم 28 أغسطس 1953/ 18 ذو الحجة 1372 في مخيم عين السلطان في الجهة الغربية من مدينة أريحا. أنهى الثانوية العامة في المدرسة العربية بعمّان 1970م، وحصل على شهادة البكالوريوس في اللغة العربية وآدابها من جامعة دمشق في 1975م، ثم شهادة الدبلوم في اللغة العربية من جامعة القديس يوسف في لبنان 1979م، ثم شهادة الدبلوم في الفلسفة من الجامعة الأردنية سنة 1986م.

كان خالد أبو خالد أول شاعر عرض عليه قصائده في السنة الأولى من دراسته بجامعة دمشق، فشجّعه.

عمل محرّرًا أدبيًا لعدد من الصحف العربية الخليجية. وعمل في منذ 1979 حتى 2002م موظفاً حكومياً في قطَر، وفي صحيفة الاتحاد الإماراتية.

هو عضو في رابطة الكتّاب الأردنيين، ويرأس فرعها في الزرقاء منذ 2011. كما أنه عضو الاتحاد العام للأدباء والكتاب العرب، بيت الشعر الأردني والعربي، ورئيس لجنة مهرجان الزرقاء الدولي للشعر وعضو في اتحاد كتاب آسيا وإفريقيا.  عاد من الدوحة إلى الزرقاء في 2010م. كرّمته رابطة الكتّاب الأردنيين في 14 مايو 2014م. 

## مؤلفاته
من دواوينه الشعرية:
- الخيل، 1980
- البحر، 1980
- مسيرة الصباح الوحشي، لم تطبع، 1982
- تَماثلات، 1986
- الهجرات، 1989
- الخيل، البحر، الجسد، 1993
- البراري، 1995
- الأمطار، 1996
- أشجار النّار، 1999
- الجمر، 2000
- سرديات مضيئة، 2017